# ブッシュ・ドクター
『ブッシュ・ドクター』（Bush Doctor）は、ジャマイカのレゲエ・ミュージシャン、ピーター・トッシュが1978年に発表した、ソロ名義では3作目のスタジオ・アルバム。ローリング・ストーンズ・レコード移籍第1弾アルバムとしてリリースされ、ローリング・ストーンズのミック・ジャガーとキース・リチャーズが参加した。

## 背景
1978年4月22日、トッシュは旧友ボブ・マーリーらと共にワン・ラヴ・ピース・コンサートに出演し、当時ジャマイカを訪れていたミック・ジャガーがトッシュのステージに感銘を受けて、ローリング・ストーンズのアメリカ・ツアーでトッシュをオープニングアクトに起用した。ジャガーは後年、『ローリング・ストーン』誌において「ピーターはピリピリした奴で、不満を抱えていたことが多かったよ、ボブ・マーリーがあまりにも大物になったことにイラついていたんじゃないかな」と語っている。
トッシュはジャマイカに戻った後、ドラッグ所持の罪で逮捕され、刑務所内で暴行を受けて大怪我を負うが、同年のうちにロビー・シェイクスピアを共同プロデューサーに迎えて本作を制作した。「ドント・ルック・バック」はテンプテーションズのカヴァーで、トッシュとジャガーのデュエット曲として録音された。「スーン・カム」は、1970年にウェイラーズ名義で発表したシングル曲のセルフ・カヴァー。

## 反響・評価
本作はオランダで大きな成功を収めた。先行シングル「ドント・ルック・バック」は1978年12月30日付のシングル・トップ100で初登場35位となり、1979年2月4日には1位獲得を果たした。そして、本作は1979年1月27日付のアルバム・チャートで初登場35位となり、同年2月24日には3位を記録。その後シングル・カットされた「アイム・ザ・タフェスト」も最高14位のヒットを記録している。
ニュージーランドではシングル「ドント・ルック・バック」が7位に達し、本作は1979年1月21日付のアルバム・チャートで初登場17位となって、合計7週にわたりトップ40入りした。アメリカでは「ドント・ルック・バック」がBillboard Hot 100で81位を記録し、本作はBillboard 200で104位に達した。
ハル・ホロヴィッツはオールミュージックにおいて5点満点中3点を付け、「ドント・ルック・バック」に関して「あからさまなクロスオーヴァー系のラジオでのエア・プレイ狙いのようにも感じられる」とする一方、「その他の曲では、よりルーツが意識されており、かつての盟友だったボブ・マーリーの幾つかの作品と比べても、わずかに及ばないぐらいである」と評している。また、ロバート・クリストガウは「歌もののフォーマットにおいて、彼のダブ的で深みのある音作りを確立した」と評している。

## 収録曲
特記なき楽曲はピーター・トッシュ作。
1. ドント・ルック・バック - "(You Gotta Walk And) Don't Look Back" (Smokey Robinson, Ronald White) - 5:16
2. ピック・マイセルフ・アップ - "Pick Myself Up" - 3:59
3. アイム・ザ・タフェスト - "I'm the Toughest" - 3:53
4. スーン・カム - "Soon Come" - 3:56
5. モーゼズ-ザ・プロフェット - "Moses - The Prophet" - 3:35
6. ブッシュ・ドクター - "Bush Doctor" - 4:04
7. スタンド・ファーム - "Stand Firm" - 6:08
8. デム・ハ・フェ・ゲット・ア・ビーティン - "Dem Ha Fe Get a Beatin'" - 4:12
9. クリエイション - "Creation" - 6:26

### 2002年リマスターCDボーナス・トラック
1. レッスンズ・イン・マイ・ライフ - "Lesson in My Life" - 5:32
2. スーン・カム（ロング・ヴァージョン） - "Soon Come (Long version)" - 5:16
3. アイム・ザ・タフェスト（ロング・ヴァージョン） - "I'm the Toughest (Long version)" - 5:10
4. ブッシュ・ドクター（ロング・ヴァージョン） - "Bush Doctor (Long version)" - 5:42
5. ドント・ルック・バック（オルタネイト・ヴァージョン） - "(You Gotta Walk) Don't Look Back (Alternate version)" (S. Robinson, R. White) - 5:00
6. タフ・ロック・ソフト・ストーンズ - "Tough Rock Soft Stones" - 4:30

## 参加ミュージシャン
- ピーター・トッシュ - ボーカル、リズムギター、アコースティック・ギター、オートハープ、クラビネット
- ミック・ジャガー - ボーカル(on #1)
- キース・リチャーズ - ギター(on #6, #7)
- マイキー・チャン - リードギター、モーグ・シンセサイザー、ローズ・ピアノ、ピック・ギター
- ドナルド・キンゼイ - リードギター
- ロバート・リン - ピアノ、ハモンドオルガン、ローズ・ピアノ、クラビネット
- キース・スターリング - キーボード
- ロビー・シェイクスピア - ベース、ギター、ピック・ギター、ホーン・アレンジ
- スライ・ダンバー - ドラムス
- ラリー・マクドナルド - パーカッション
- スティッキー - パーカッション
- ルーサー・フランシス - ソプラノ・サクソフォーン